# Travis Releford
Travis Dwayne Releford (Kansas City, 22 febbraio 1990) è un ex cestista statunitense.